# 대한민국 헌법 제115조
대한민국 헌법 제115조는 헌법 제7장의 조항이다. 선거관리위원회의 대행정기관지시권에 관한 조항이며, 모두 2항으로 구성되어 있다.

## 본문
① 각급 선거관리위원회는 선거인명부의 작성 등 선거사무와 국민투표사무에 관하여 관계 행정기관에 필요한 지시를 할 수 있다.

② 제1항의 지시를 받은 당해 행정기관은 이에 응하여야 한다. 

## 같이 보기
- 대한민국 헌법 제7장